# Coelorinchus scaphopsis
Coelorinchus scaphopsis és una espècie de peix de la família dels macrúrids i de l'ordre dels gadiformes.

## Morfologia
- Els mascles poden assolir 34 cm de llargària total.[5][6]

## Reproducció
És ovípar i les larves són planctòniques.

## Alimentació
Menja gambes i d'altres crustacis.

## Hàbitat
És un peix d'aigües profundes que viu entre 180-300 m de fondària.

## Distribució geogràfica
Es troba al sud de Califòrnia i al nord del Golf de Califòrnia.